# Grougis
Grougis település Franciaországban, Aisne megyében. Lakosainak száma 310 fő (2022. január 1.). Grougis Aisonville-et-Bernoville, Mennevret, Seboncourt, Vadencourt, Petit-Verly és Bohain-en-Vermandois községekkel határos.

## Népesség
A település népességének változása:
| Lakosok száma | 420  | 340  | 320  | 364  | 380  | 366  | 358  | 333  | 321  | 310  |
|               | 1968 | 1982 | 1990 | 2006 | 2013 | 2015 | 2017 | 2019 | 2020 | 2022 |